# Sofía Jaramillo
Sofía Jaramillo Valencia (Cali, 22 de junio de 1989) es una modelo, actriz y presentadora colombiana.

## Biografía
Con apenas 14 años comenzó su carrera como actriz y a los 18 como modelo. Estudió presentación en la escuela de la agencia Stock Models en canal Caracol del cual ha hecho parte en diferentes secciones como el gol caracol cuando hizo parte de "las monas del mundial".
Es hermana de la actriz y cantante Angélica Jaramillo, la cual participó en un par de realities. 
En 2017 nació su hijo Isaac y perdió dos antes de nacieran, hecho que marco su vida. 
Es claustrofóbica, le encanta comer frituras callejeras y se autodenomina como asocial, a pesar de trabajar para medios de comunicación.
Ha sido la imagen de marcas como Dupree, Dlunaas, Napoli o Moda Internacional posando en ropa interior, trajes de baño o vaqueros. En 2006 actuó en la telenovela "Los tacones de Eva" del canal RCN. En el canal Caracol interpretó a "Connie" en la serie "Padres e hijos", también hizo parte del programa de entretenimiento "La fila" en donde deslumbró con su belleza al hacer parte de "los ángeles de la suerte". ha sido la portada de muchas revistas importantes en su país como: Tv y novelas, SOHO, y en Europa ha sido la imagen de muchos diarios importantes. Es conocida por su gran trayectoria en la Televisión colombiana y su participación en un Reality chileno.
En el año 2014 se dio a conocer como Empresaria en su negocio de diseño de interiores Llamado "tienda mío". Situado en la Capital colombiana, ubicado en la zona T,y también con su Empresa y Marca de Vestidos de Baño: "MALAK. By: Sofía Jaramillo", que fue lanzado el 20 de noviembre de 2016.
Sofía ha sido la imagen de marcas que la acreditan como una de las modelos más solicitadas y mejor pagadas, actualmente está radicada en Estados Unidos, trabajando para debutar en las pantallas Americanas, 
Participó en el reality del Canal RCN, ~Soldados 1.0~ fue sometida a tocar la campana por un detalle especial en su salud, aún se desconocen las causas.

## Filmografía

### Realities
| Año       | Título                     | Rol                                | Canal              | País                |
| --------- | -------------------------- | ---------------------------------- | ------------------ | ------------------- |
| 2017      | Soldados 1.0               | Participante (Abandona por salud)  | RCN Televisión     | Bandera de Colombia |
| 2014-2015 | La fila                    | Modelo (Renunció)                  | Caracol Televisión | Bandera de Colombia |
| 2013      | Mundos Opuestos 2          | Participante (Abandona por lesión) | Canal 13           | Bandera de Chile    |
| 2012      | Muy buenos días            | Panelista Invitada                 | RCN Televisión     | Bandera de Colombia |
| 2012      | El Lavadero                | Invitada                           | RCN Televisión     | Bandera de Colombia |
| 2012      | Mundos Opuestos (Colombia) | Participante (Ganadora)            | RCN Televisión     | Bandera de Colombia |
| 2011      | Duro contra el mundo       | Participante Invitada              | RCN Televisión     | Bandera de Colombia |
| 2010      | Casa de Famosos            | Visitada                           | CityTV             | Bandera de Colombia |
| 2010      | Impacto con Sergio         | Invitada                           | Telecaribe         | Bandera de Colombia |

### Telenovela
| Año       | Título                | Personaje       | Canal              | País                |
| --------- | --------------------- | --------------- | ------------------ | ------------------- |
| 2016      | La esclava blanca     | Hilda           | Caracol Televisión | Bandera de Colombia |
| 2012-2013 | El capo 2             |                 | RCN Televisión     | Bandera de Colombia |
| 2006-2008 | Padres e Hijos        | Connie          | Caracol Televisión | Bandera de Colombia |
| 2006      | En los tacones de Eva | Sofía (Cameron) | RCN Televisión     | Bandera de Colombia |

## Publicidad
| Año           | Empresa            | Nota                        |
| ------------- | ------------------ | --------------------------- |
| 2011-presente | Napoli             | Embajadora                  |
| 2012          | Revista TvyNovelas | Promoción "El clóset de..." |
| 2013          | Dolce              | Embajadora                  |
| 2013          | Revista Gente Rosa | Promoción “Plan Rosa”       |
| 2015-presente | Napoli             | Embajadora                  |